# Adrián Romero González
Adrián Marcelo Romero González (Montevideo, 25 giugno 1977) è un ex calciatore uruguaiano, di ruolo difensore.